# Имреков, Олег Евгеньевич
Олег Евгеньевич Имреков (10 июля 1962, Омск, СССР — 26 января 2014, Москва, Россия) — советский и российский футболист, полузащитник. Мастер спорта.

## Биография
Сын игрока и тренера омского «Иртыша» Евгения Ивановича Имрекова. Воспитанник СДЮШОР Омск. Начинал карьеру в клубе 2-й лиги «Факел» Тюмень. В 1983 перешёл в «Иртыш», с которым поднялся из 2-й лиги в 1-ю.
В 1984 призван в армию, «служил» в ЦСКА, за который в 1984 провел 10 игр, забил 1 мяч.
Сезон 1985 провел в «Иртыше», после чего стал игроком «Ротора». В волгоградской команде отыграл 2 сезона, а затем снова оказался в высшей лиге — в клубе «Черноморец» Одесса.
В 1990 году перешёл в московский «Спартак», в котором за год провел 6 игр в чемпионате страны.
В середине 1991 уехал играть в Австрию, в клуб высшей лиги «Шталь» Линц. В 1994/95 играл за любительский клуб «Хака» Траун.
В 1996 вернулся в Россию, провел две игры за «Черноморец» Новороссийск. Закончил карьеру игрока в команде первенства КФК «Динамо» Шатура.
По завершении карьеры игрока работал тренером команды «Зенит» Москва.
Скончался 26 января 2014 года от сердечного приступа. Похоронен 29 января на Перепечинском кладбище в Москве.
Сыновья-близнецы (род. 14.12.1985) Виктор и Аркадий — профессиональные футболисты.